# SN 2003lt
SN 2003lt – supernowa odkryta 1 września 2003 roku w galaktyce A033242-2755. W momencie odkrycia miała maksymalną jasność 26,00m.